# کارینا یارمولنکا
کارینا یارمولنکا (بلاروسی: Карына Дзмітрыеўна Ярмоленка؛ زادهٔ ۴ مهٔ ۲۰۰۰) ژیمناست ریتمیک اهل بلاروس است.